# گمینا ونکی شلاختسکیه
گمینا ونکی شلاختسکیه (به لهستانی:  Gmina Łęki Szlacheckie) یک گمینا در لهستان است که در شهرستان پیوترکوف واقع شده‌است. گمینا ونکی شلاختسکیه ۱۰۸٫۴۱ کیلومتر مربع مساحت و ۳٬۶۸۶ نفر جمعیت دارد.